# 2015年莫三比克啤酒中毒事件
2015年莫三比克啤酒中毒事件，是指2015年1月9日在莫三比克發生的集體食物中毒案，事件造成75人死亡，230人不適。事發地點位於該國太特省卡布拉·巴薩區的齊迪馬（Chitima）的一場葬禮。與會者因飲用受唐菖蒲伯克氏菌（Burkholderia gladioli）汙染的私釀小米啤酒（pombe）而中毒。
事件發生時，官方將中毒原因歸因到啤酒內摻混鱷魚的膽汁，但《福布斯》雜誌的文章否定了這種假設，並認為毛地黄類的有毒植物才是中毒的主因。直到當年11月才確認中毒的原因是細菌汙染造成的食品中毒。

## 事件經過

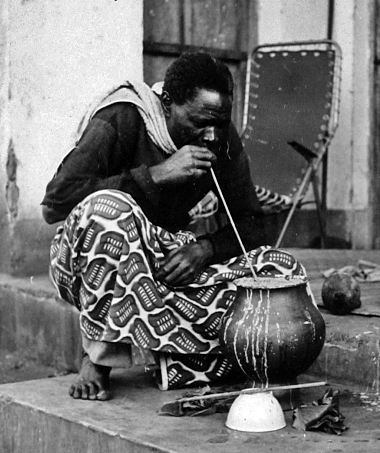
一位男人正在喝著傳統小米啤酒，攝於1967年。

据莫桑比克电台报道，该国西部太特省的齐迪马和桑噶村（Songa）1月9日举行的一場葬礼過后，有69人死亡，196人送院治疗。中毒者當時皆饮用了自制的酵母啤酒，一种用谷物和膛发酵的饮料。小米啤酒是莫桑比克的传统发酵饮料，由高粱、麸皮、玉米、糖和粟酒裂殖酵母（Schizosaccharomyces pombe）釀製而成，跟欧洲传统的酿酒酵母不同。
事件翌日首位被报告的死者，是饮料攤的老板及其两个亲戚和四位邻居。卡布拉·巴萨地区的健康、社区行动和妇女总管宝拉·贝尔纳多（Paula Bernardo）表示，当地医院都被患有绞痛和腹泻的病人挤爆，许多人已经死去。截至2015年1月12日，共有169人仍在医院接受治疗，这一数字在13日下降至35人。莫桑比克总统阿曼多·格布扎宣布全国哀悼三天。

## 调查
早期报告认为啤酒含有的“鳄鱼胆”是中毒的因素，当地从业者在销售时称之为“nduru”。《福布斯》杂志发表的在线文章引述相关研究，表明鳄鱼胆相对无害，认为导致中毒的有效成分，很可能是一些强心苷，如洋地黄。洋地黄是毛地黄花的品种、地高辛的正常来源，被欧洲殖民者引进后，在该地区极为常见。毛地黄原产于非洲，学名Ceratotheca triloba，类似于有毒植物，但不含地高辛。在《福布斯》文章中，大卫·克罗尔写道，所有对鳄鱼胆的提及，在初次报告后被删掉。
在鼓内发现的啤酒、血液和可疑物样品，被送去国家重点实验室分析。然而，警方发言人Zeferino Sande表示，警方尚未找到线索，用来酿造啤酒的木桶已失踪。